# 瑞夫
瑞夫（法語：Juif，法語發音：[ʒɥif] ⓘ）是法国索恩-卢瓦尔省的一个市镇，属于卢昂区。

## 地理
瑞夫（46°40'55"N, 5°9'35"E）面积11.8 平方千米，位于法国勃艮第-弗朗什-孔泰大區索恩-卢瓦尔省，该省份为法国中部省份，北起顺时针与科多尔省、汝拉省、安省、罗讷省、卢瓦尔省、阿列省和涅夫勒省接壤。
与瑞夫接壤的市镇（或旧市镇、城区）包括：锡马尔、布朗日、蒙特雷、韦里塞。

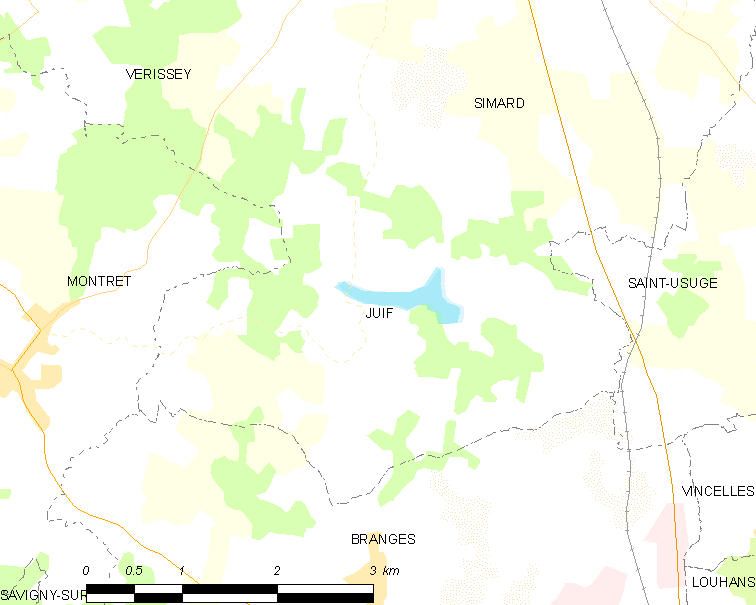
瑞夫的OSM定位图

瑞夫的时区为UTC+01:00、UTC+02:00（夏令时）。

## 行政
瑞夫的邮政编码为71440，INSEE市镇编码为71246。

## 政治
瑞夫所属的省级选区为卢昂县。

## 人口

1962-2008年间瑞夫人口变化图示

瑞夫于2022年1月1日时的人口数量为246人。